# Indiana Evans
Indiana Rose Evans (n. 27 iulie 1990) este o actriță, cântǎreațǎ și compozitoare australiană, cel mai bine cunoscută pentru personajele Matilda Hunter din serialul „Home and Away”, Isabella "Bella" Hartley din serialul „H2O - Adaugă apă” și Emma Robinson din filmul „The Blue Lagoon: The Awakening”.

## Viața
Indiana Evans a avut un interes în performanță de la vârsta de cinci ani, atunci când ea a făcut-o pentru familie și prieteni. La vârsta de șapte ani, părinții ei au înrolat-o la lecții de dans, care au început cu baletul și apoi au evoluat la jazz și la robinet. La vârsta de 10 ani, ea a avut un interes în instrumente muzicale și a început lecțiile de percuție, înainte de aderarea la o agenție. Pe parcursul primul ei an la agenție, ea s-a apucat de modeling și a participat la piese turnate pentru reclame TV. În 2001, ea a primit primul ei rol de funcționare într-un Asguard comercial. Înainte de a lucra pe Home and Away, Indiana Evans a început liceul la Școala de Arte Teatrale Newtown, dar a renunțat după două săptămâni ca să se concentreze pe cariera sa. Apoi, a luat un curs de corespondență până când a împlinit 15 ani.

## Filmografie
| An        | Serial                                          | Rol                      | Note                         |
| --------- | ----------------------------------------------- | ------------------------ | ---------------------------- |
| 2003      | All Saints                                      | Milly Roberts            | Oaspete                      |
| 2003-2004 | Snobs                                           | Abby Oakley              | Serial regulat               |
| 2004-2008 | Home and Away                                   | Matilda Hunter           | Serial regulat               |
| 2008      | The Strip                                       | China Williams           | Oaspete                      |
| 2008      | Burden                                          | Lara Boyd-Cutler         | Film scurt                   |
| 2008      | At the Tattooist                                | Georgia                  | Film scurt                   |
| 2009      | A Model Daughter: The Killing Of Caroline Byrne | Kylie Watson             | Film TV                      |
| 2009-2010 | H2O: Just Add Water                             | Isabella "Bella" Hartley | Serial regulat               |
| 2010      | Arctic Blast                                    | Andrea Tate              | Film artistic de lung metraj |
| 2012      | The Blue Lagoon: The Awakening                  | Emma Robinson            | Film artistic de lung metraj |

## Premiul Logie
- 2005: Most Popular New Talent - Femeie (pentru Home and Away) - Nominalizată [1]
- 2008: Dolly Teen Choice Awards - Queen of Teen - Câștigătoare